# Galàxia de l'Ull Negre
La galàxia de l'Ull Negre (també coneguda com la galàxia del Diable, galàxia de la Bella Dorment, Messier 64, M64 o NGC4826) és una galàxia espiral situada a la constel·lació de la Cabellera de Berenice. Va ser descoberta per l'astrònom britànic Edward Pigott el 23 de març de 1779. Posteriorment i de manera independent la va descobrir Johann Elert Bode el 14 d'abril del mateix any i finalment l'1 de març de 1780 va ser catalogada per Charles Messier.
La galàxia de l'Ull Negre es troba a una distància de 17 milions d'anys llum aproximadament encara que altres fonts situen la distància entre els 12 i els 44 milions d'anys. Aquesta imprecisió és deguda al fet que no s'ha descobert cap estrella variable cefeida a la galàxia, que són les estrelles utilitzades per determinar les distàncies extragalàctiques.
M64 té una aparença molt particular degut a la presència d'un núvol interestel·lar opac, que emmascara les estrelles del seu darrere. Observacions recents han mostrat que el gas i les estrelles situades a les regions exteriors de la galàxia (amb un radi d'uns 40 000 anys llum) giraven en sentit invers a les situades en la regió central (amb un radi de 3.000 anys llum). Aquesta rotació inversa produeix fregaments al llarg de la línia imaginària que separaria ambdues zones, generant així una intensa activitat de formació estel·lar. A les imatges de la galàxia es pot apreciar la presència d'estrelles blaves, joves i calentes, acompanyades de núvols d'hidrogen ionitzat, regions HII, de color vermell.
Hi ha la hipòtesi que el fet d'aquesta rotació inversa i la presència del núvol de gas i pols siguin deguts a una antiga galàxia companya de M64, destruïda per les forces de marea, i la matèria de la qual ha estat absorbida per acreció.